# Dale like
Dale like fue un programa de televisión de entretenimiento argentino emitido por El nueve y estrenado el 23 de marzo de 2019. Fue presentado por el locutor de radio Cristian Vanadía y la modelo Estefanía Berardi. El programa tuvo su última emisión al aire el 29 de marzo de 2020.

## Formato
El programa busca complementar el contenido de las redes sociales con la televisión. A su vez presentan entrevistas, juegos y notas con invitados del medio artístico, como así también salen a la busca de una nueva estrella para las redes sociales. Después de 2 temporadas al aire, fue cancelado fue en ese horario que ocupaba de la serie emitida El chavo del 8 y los días domingos Telekino. Posteriormente elnueve repitió todos los programas emitidos durante 2019-2020. En julio de 2022, dejó de emitir las repeticiones de relleno por la nueva programación del Grupo Octubre que comanda Víctor Santa María, que ha suecdida de la propietaria mexicana Albavisión durante 12 años, que fue el jefe de programación del empresario Remigio Ángel González.

## Equipo
El staff del programa estuvo conformado por jóvenes promesas en los medios de comunicación.

### Conductores
- Cristian Vanadia (2019-2020)
- Estefanía Berardi (2019-2020)
- Juan Ignacio Velcoff Andino (2019-2020)
- Alana Gorski (2019)

## Temporadas
| Temporada | Temporada | Episodios | Episodios | Emisión original    | Emisión original        |
| Temporada | Temporada | Episodios | Episodios | Primera emisión     | Última emisión          |
| --------- | --------- | --------- | --------- | ------------------- | ----------------------- |
|           | 1         | 53        | 53        | 23 de marzo de 2019 | 28 de diciembre de 2019 |
|           | 2         | 20        | 20        | 4 de enero de 2020  | 29 de marzo de 2020     |